# Maeda Toshiatsu

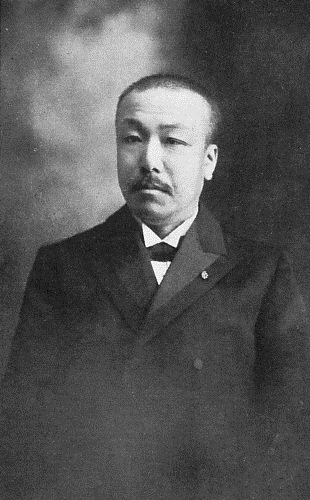
Maeda Toshiatsu

Maeda Toshiatsu (japanisch 前田 利同; geboren 28. Juli 1856 in Edo (Provinz Musashi); gestorben 23. Dezember 1921) war ein japanischer Daimyō und Diplomat.

## Leben und Wirken
Maeda Toshiatsu wurde in der Kaga-Residenz (加賀屋敷, Kaga yashiki) der Maeda als 9. Sohn des Fürsten von Kanazawa, Maeda Nariyasu (前田斉泰; 1811–1884) in Edo geboren. Er wurde vom Fürsten des Fukuyama-han, Maeda Toshikata (前田 利声; 1835–1904) adoptiert und dann der 13. und letzte Fürst dieses Han. Während des Boshin-Kriegs, der sich im Zusammenhang mit der Meiji-Restauration 1868 entwickelte, sandte er auf der Seite der neuen  Regierung Truppen noch Nordost-Japan, wohin sich die shogunatstreuen Truppen zurückgezogen hatten. Auf Grund seiner militärischen Erfolge wurde er befördert.
1869 wurde er im Rahmen der Rückgabe der Lehen an den Kaiser (版籍奉還, Hanseki hōkan) Gouverneur des Fukuyama-han, einer kurzlebigen Verwaltungseinheit. Zwei Jahre später, im Rahmen der Ablösung der Han durch Präfekturen (廃藩置県, Haihan chiken), trat er zurück.
Ab 1871 reiste Maeda mit der Iwakura-Mission nach Europa und hielt sich zunächst in Paris auf, dann in London. Nach seiner Rückkehr im Dezember 1873 arbeitete er zunächst im Außenministerium, später als Berater des kaiserlichen Hofes (宮中顧問官, Kyūchū komonkan). 1884 wurde er zum Graf ernannt.